# Evelina Nikolova
Evelina Gueorguieva Nikolova (en búlgaro: Евелина Георгиева Николова; Pétrich, 18 de enero de 1993) es una deportista búlgara que compite en lucha libre.
Participó en los Juegos Olímpicos de Tokio 2020, obteniendo una medalla de bronce en la categoría de 57 kg. En los Juegos Europeos de Bakú 2015 obtuvo una medalla de bronce en la categoría de 55 kg.
Ganó una medalla de bronce en el Campeonato Mundial de Lucha de 2015 y cinco medallas en el Campeonato Europeo de Lucha entre los años 2019 y 2024.

## Palmarés internacional
| Juegos Olímpicos   | Juegos Olímpicos           | Juegos Olímpicos  | Juegos Olímpicos |
| Año                | Lugar                      | Medalla           | Categoría        |
| ------------------ | -------------------------- | ----------------- | ---------------- |
| 2020               | Tokio (Japón)              | Medalla de bronce | 57 kg            |
| Campeonato Mundial |                            |                   |                  |
| Año                | Lugar                      | Medalla           | Categoría        |
| 2015               | Las Vegas (Estados Unidos) | Medalla de bronce | 55 kg            |
| Juegos Europeos    |                            |                   |                  |
| Año                | Lugar                      | Medalla           | Categoría        |
| 2015               | Bakú (Azerbaiyán)          | Medalla de bronce | 55 kg            |
| Campeonato Europeo |                            |                   |                  |
| Año                | Lugar                      | Medalla           | Categoría        |
| 2019               | Bucarest (Rumania)         | Medalla de plata  | 55 kg            |
| 2021               | Varsovia (Polonia)         | Medalla de bronce | 57 kg            |
| 2022               | Budapest (Hungría)         | Medalla de plata  | 57 kg            |
| 2023               | Zagreb (Croacia)           | Medalla de bronce | 57 kg            |
| 2024               | Bucarest (Rumania)         | Medalla de plata  | 57 kg            |